# Monserrate (Kolumbien)

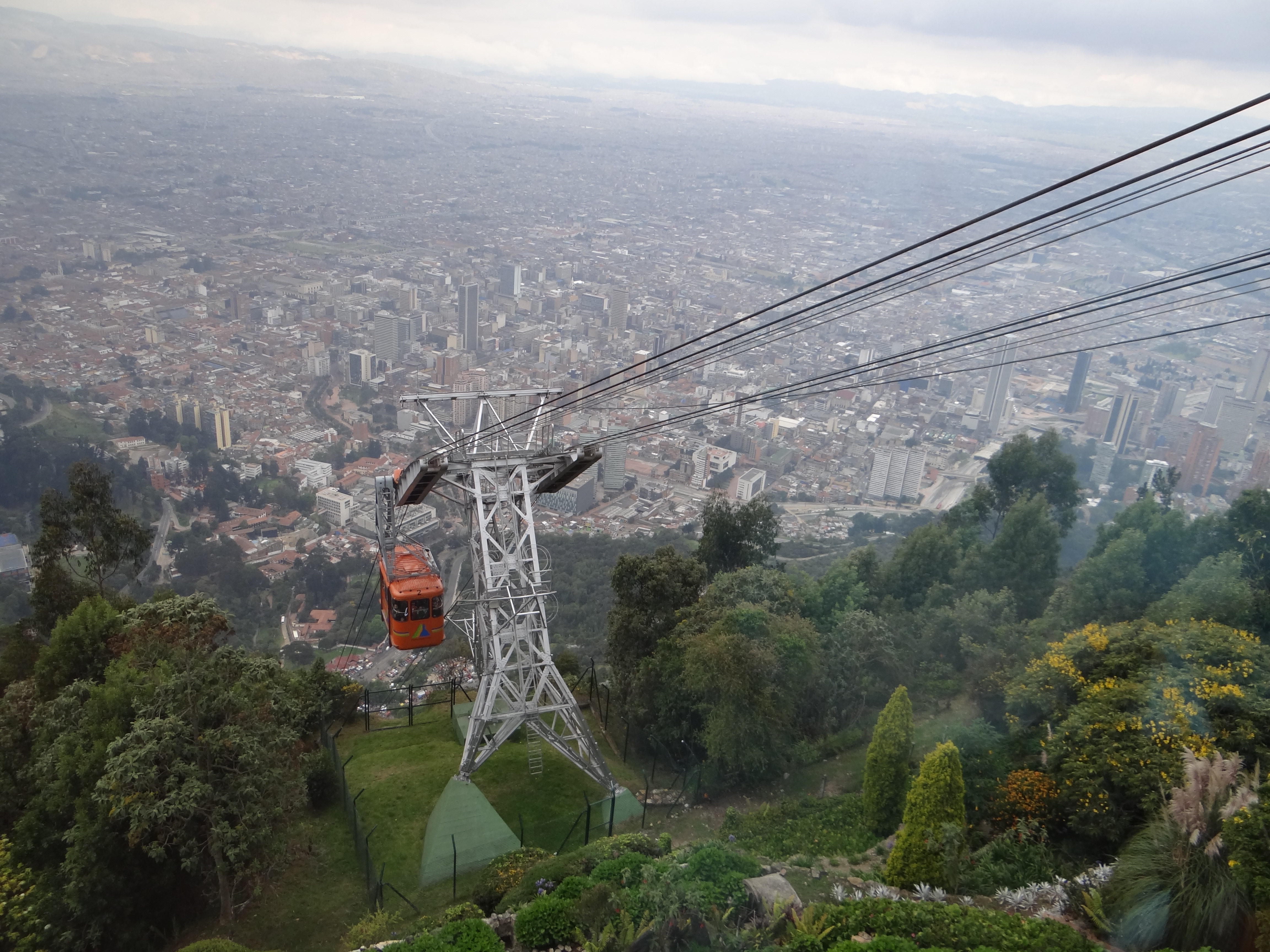
Drahtseilbahn zum Cerro Monserrate

Der Cerro de Monserrate ist ein 3152 Meter hoher Berg im Stadtbezirk Santa Fe der kolumbianischen Hauptstadt Bogotá. Sein Gipfel erhebt sich am südöstlichen Rand der Stadt. Zusammen mit dem ungefähr 1.600 Meter südlicher gelegenen Cerro de Guadalupe (3317 Meter) prägt er das Panorama der Hauptstadt und ist von nahezu überall  sichtbar und damit das Markenzeichen von Bogotá. Der Monserrate befindet sich auf dem Gebiet des Nationalparks Enrique Olaya Herrera.
Die malerische, weiß getünchte Basilika des Herrn von Monserrate wurde im 17. Jahrhundert auf dem Monserrate erbaut und ist mit dem Schrein des „Gefallenen Jesus“ (El Señor Caído) eine beliebte Pilgerstätte. Die Christusstatue des Schreins wurde ebenfalls im 17. Jahrhundert von Pedro de Lugo Albarracín gefertigt. Kirche und Berg wurden nach dem Montserrat-Gebirge in der Nähe von Barcelona in Spanien benannt.

Auf den Monserrate führen eine Standseilbahn, die eine Strecke lang durch einen Tunnel führt, und eine Pendelseilbahn. Außerdem ist er über einen markierten Wanderweg durch den Wald erreichbar, der über eine Länge von 2.240 Metern von 2.693 auf 3.160 Meter Höhe führt. Verschiedene touristische Einrichtungen mit einer Aussichtsplattform, von der die Besucher einen weiten Blick über die Savanne von Bogotá haben, Restaurants und Cafés befinden sich auf dem Gipfel.

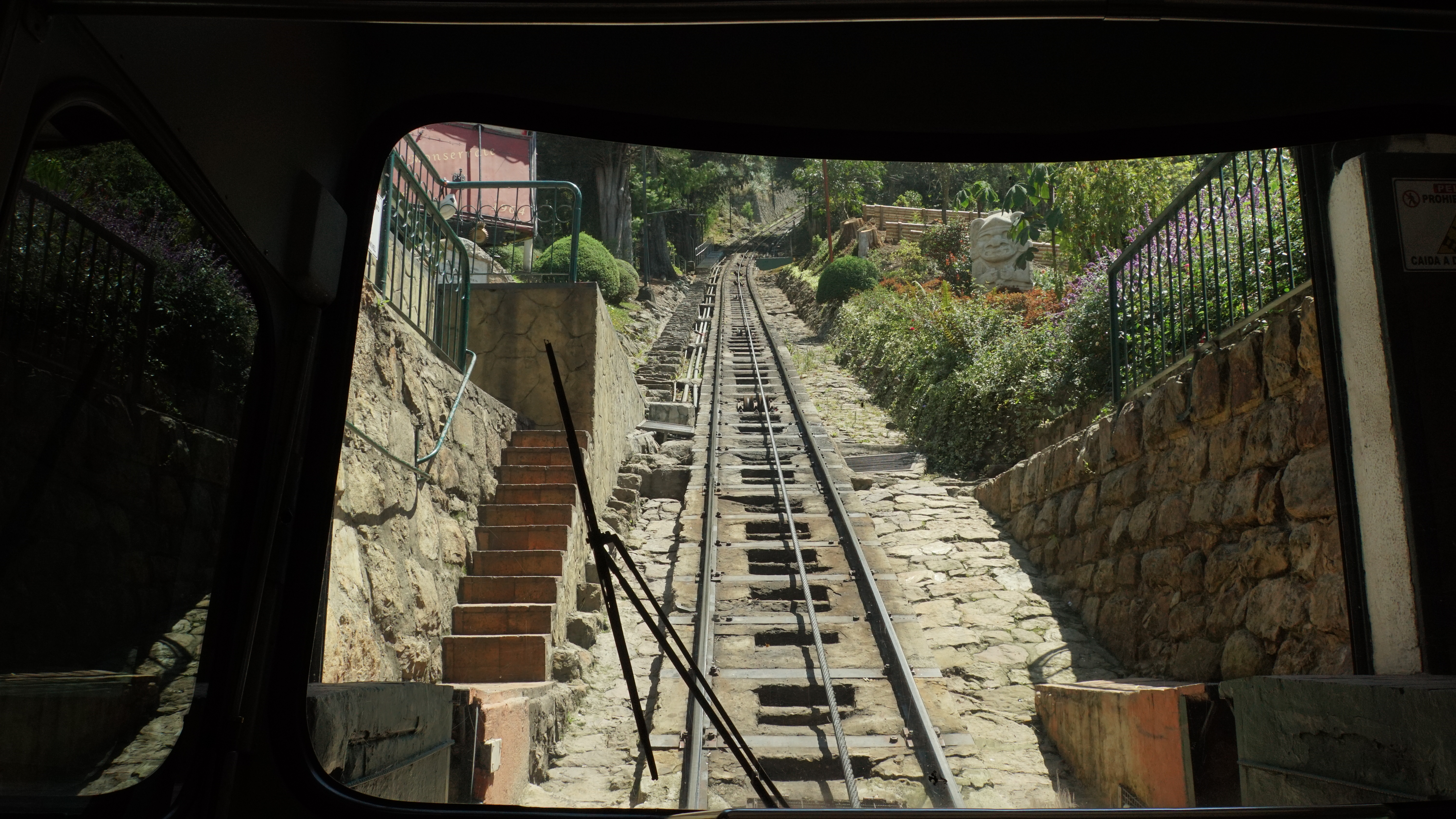
Standseilbahn Talstation
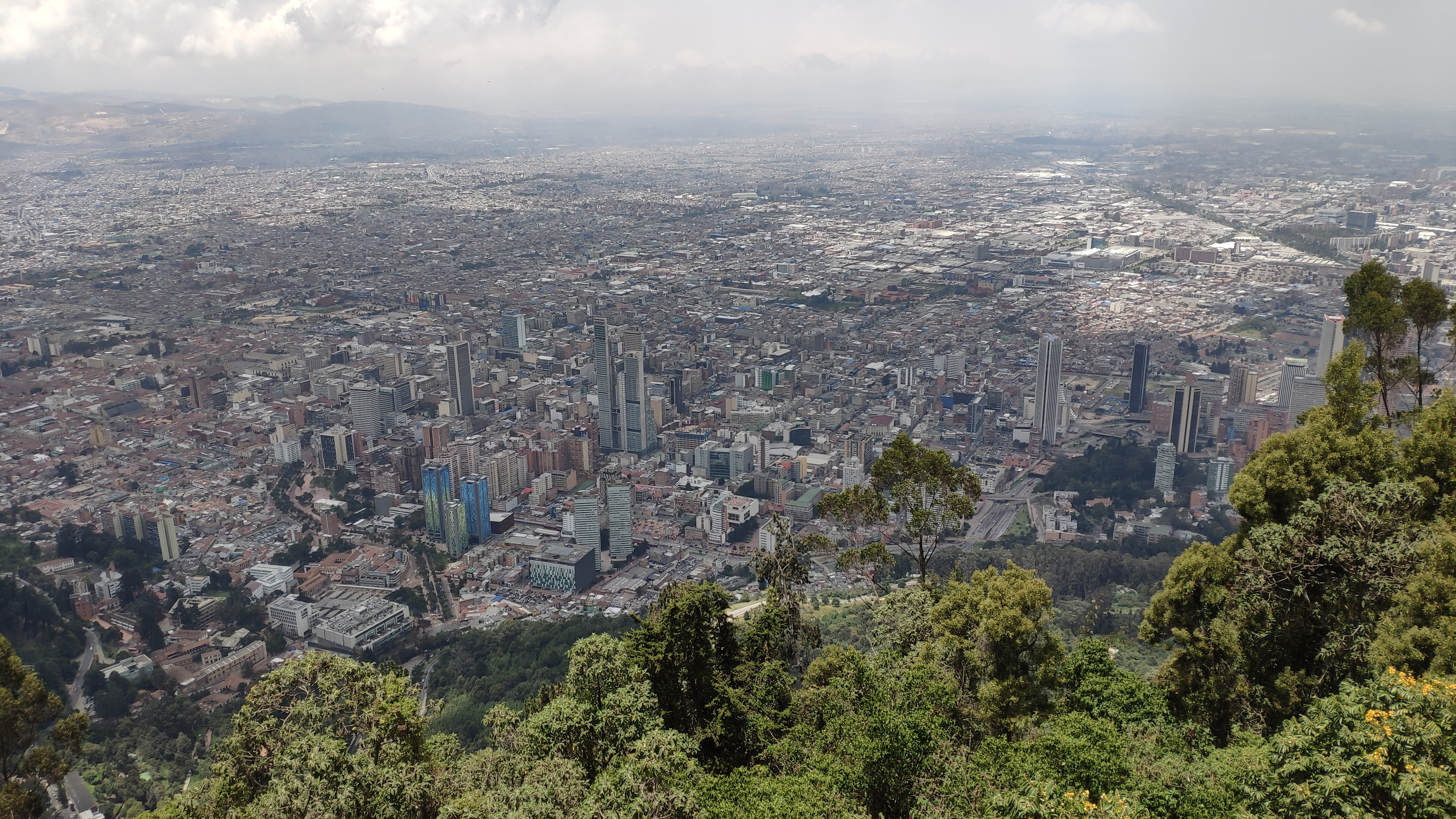
Blick auf Bogotá
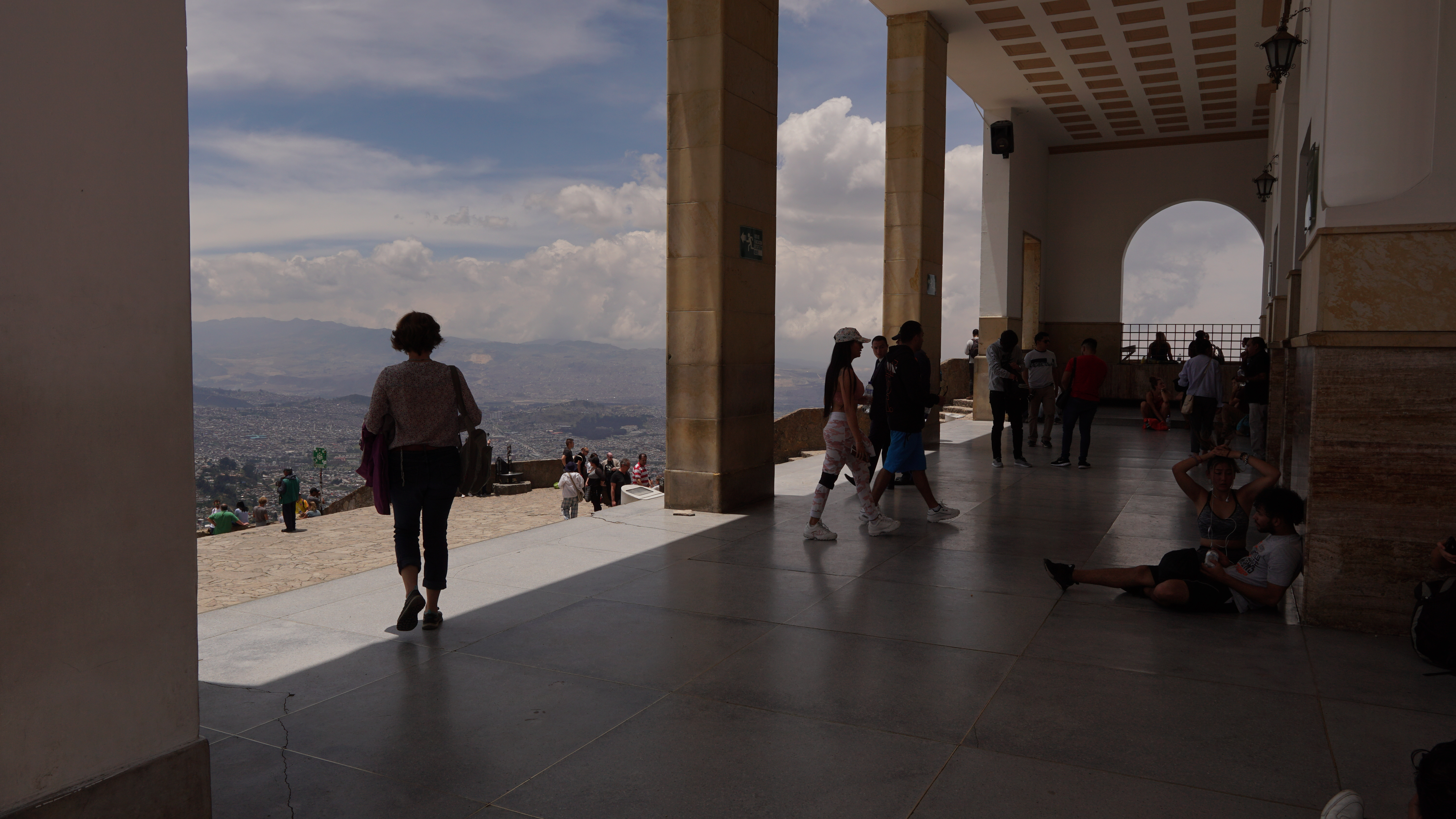
Blick von der Basílica Santuario del Señor de Monserrate
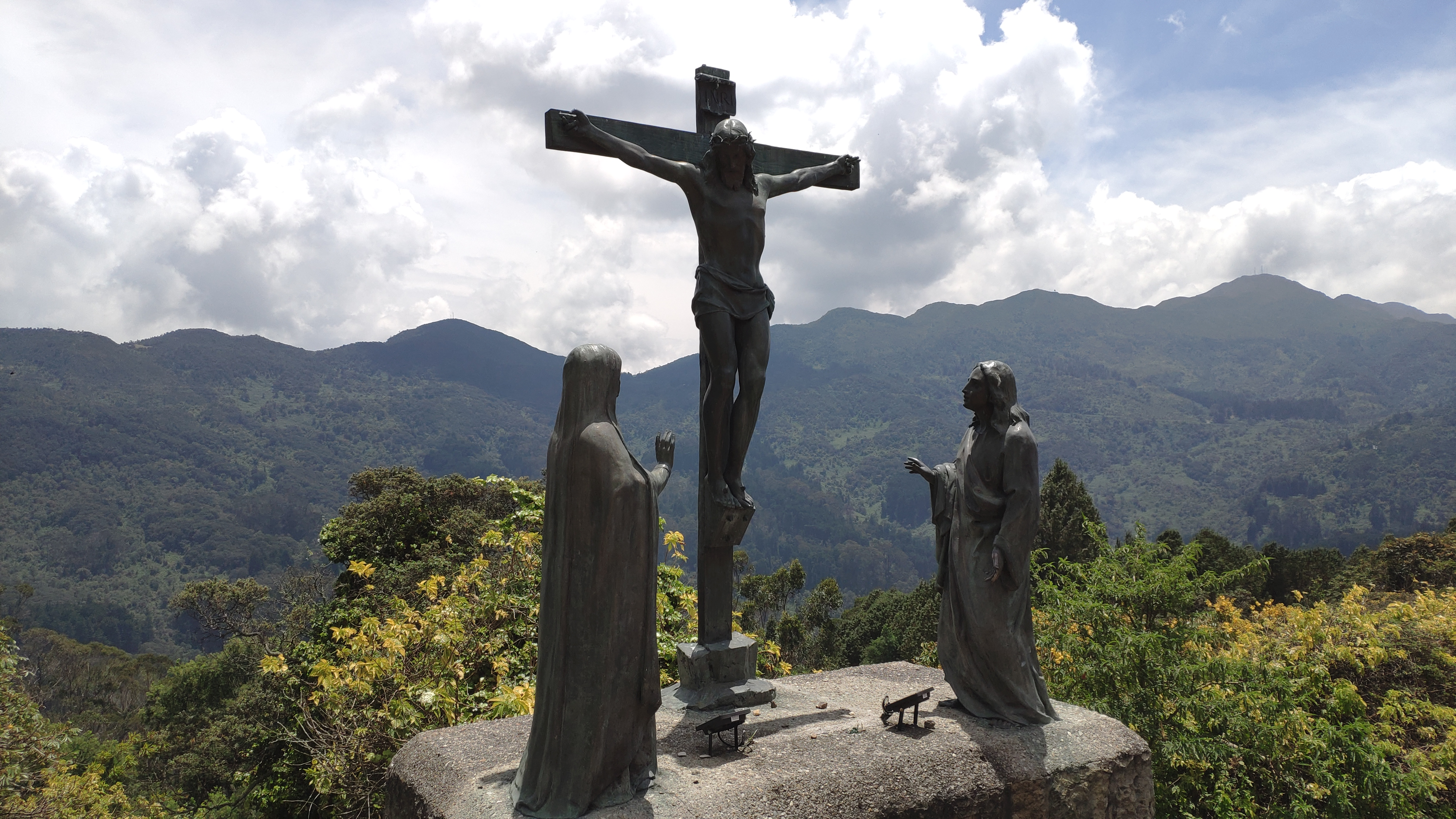
Jesus am Kreuz
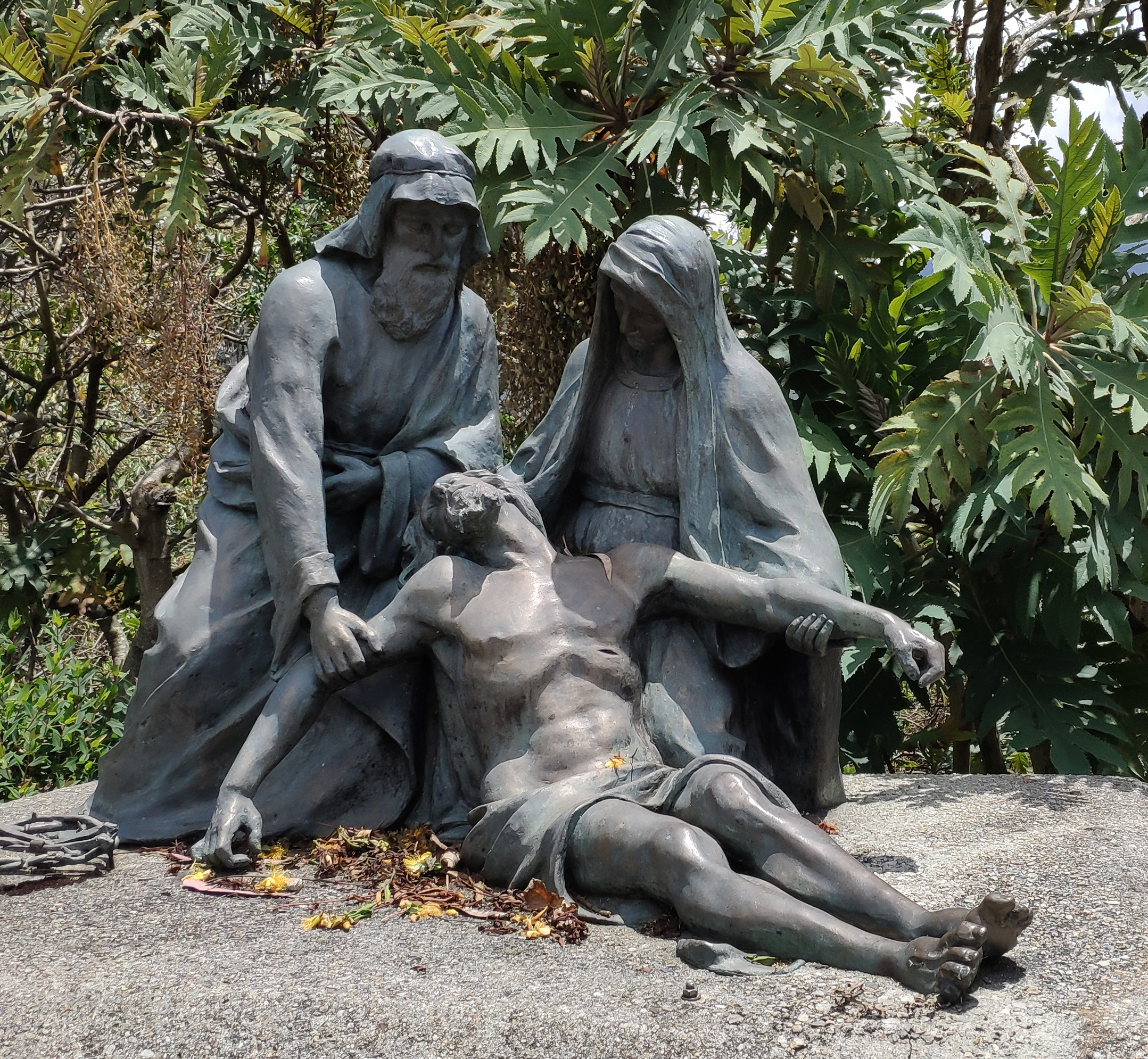
Jesus nach der Kreuzigung
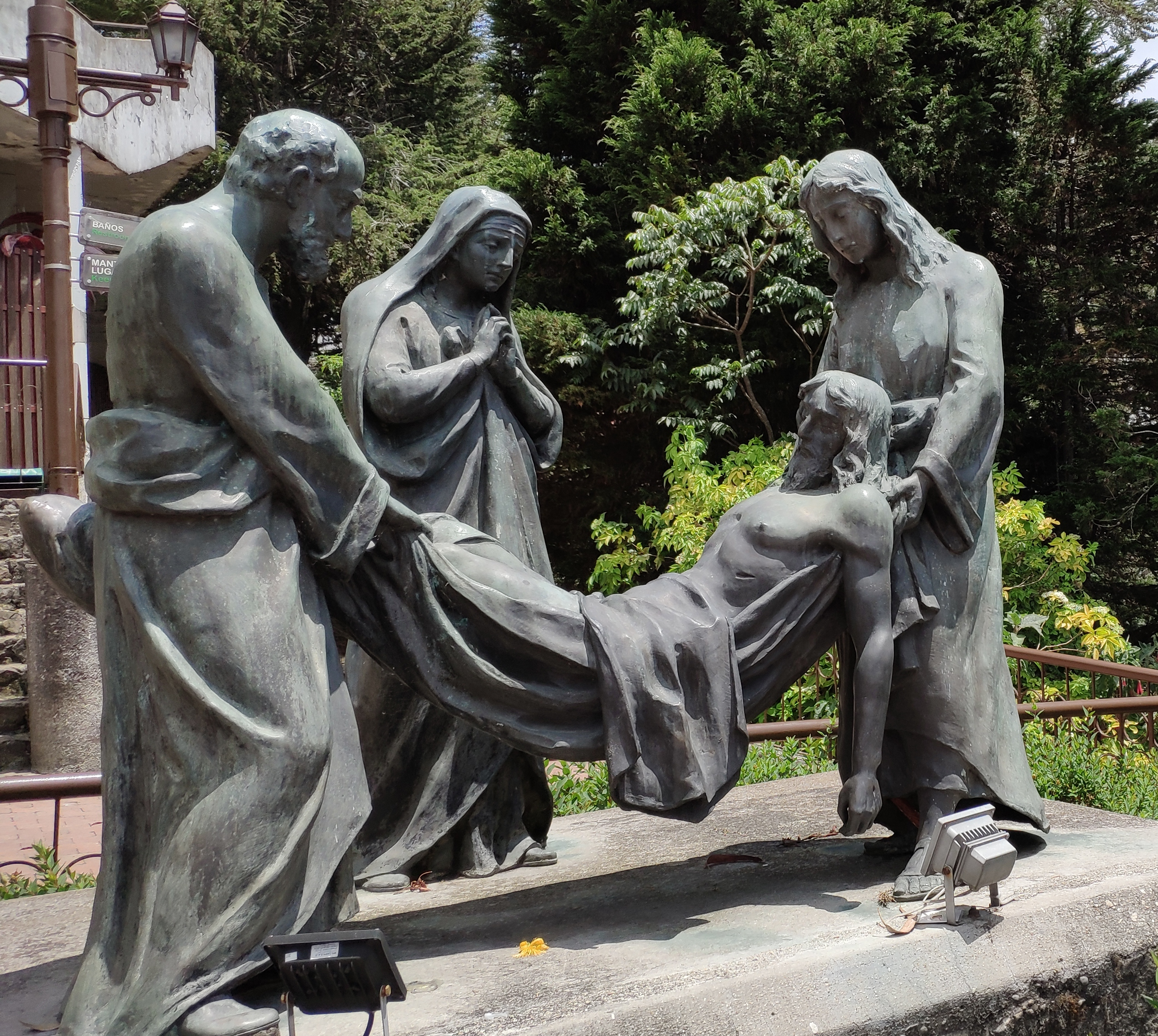
Klage über Jesus’ Tod
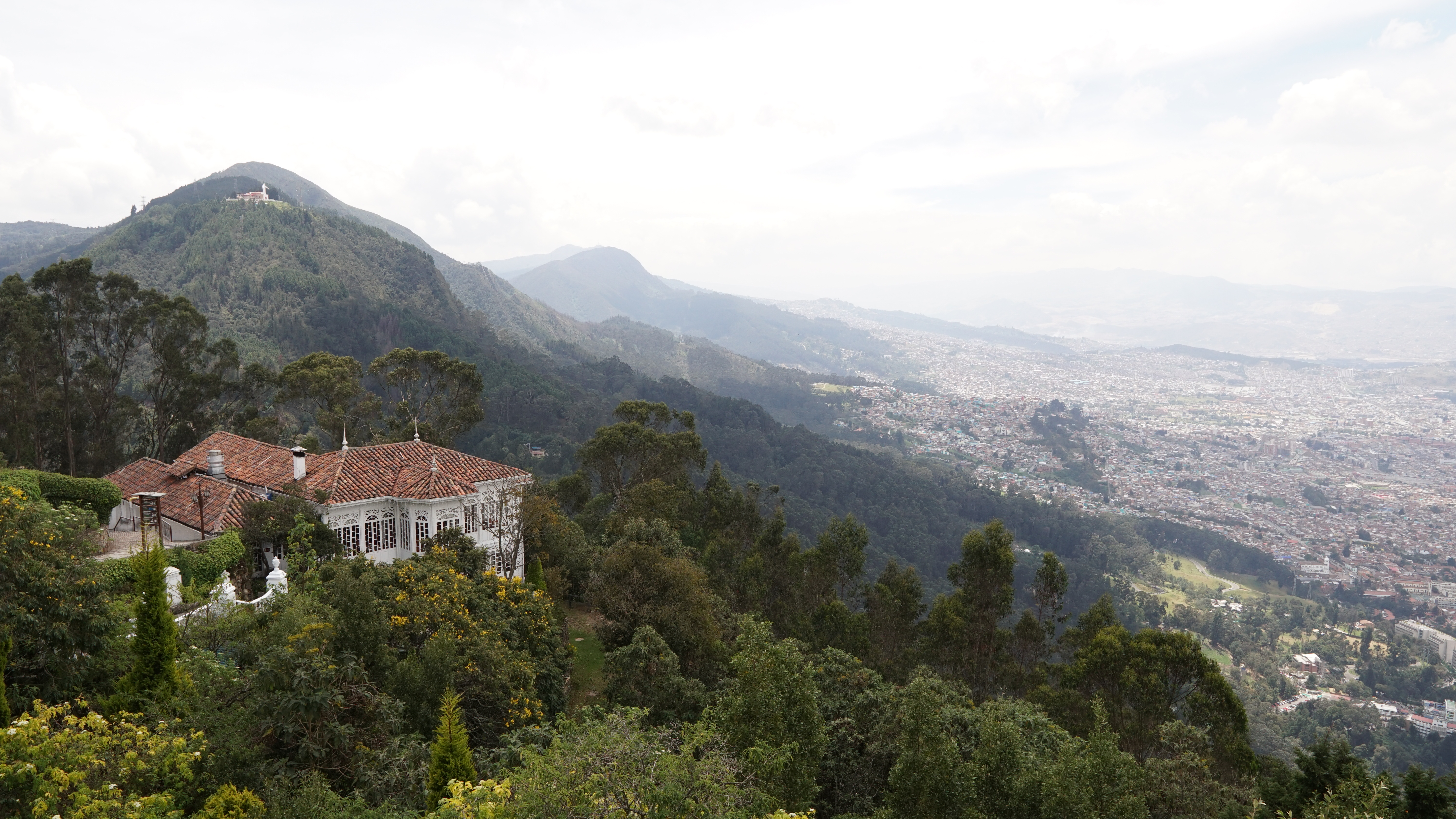
Blick auf den Cerro de Guadalupe
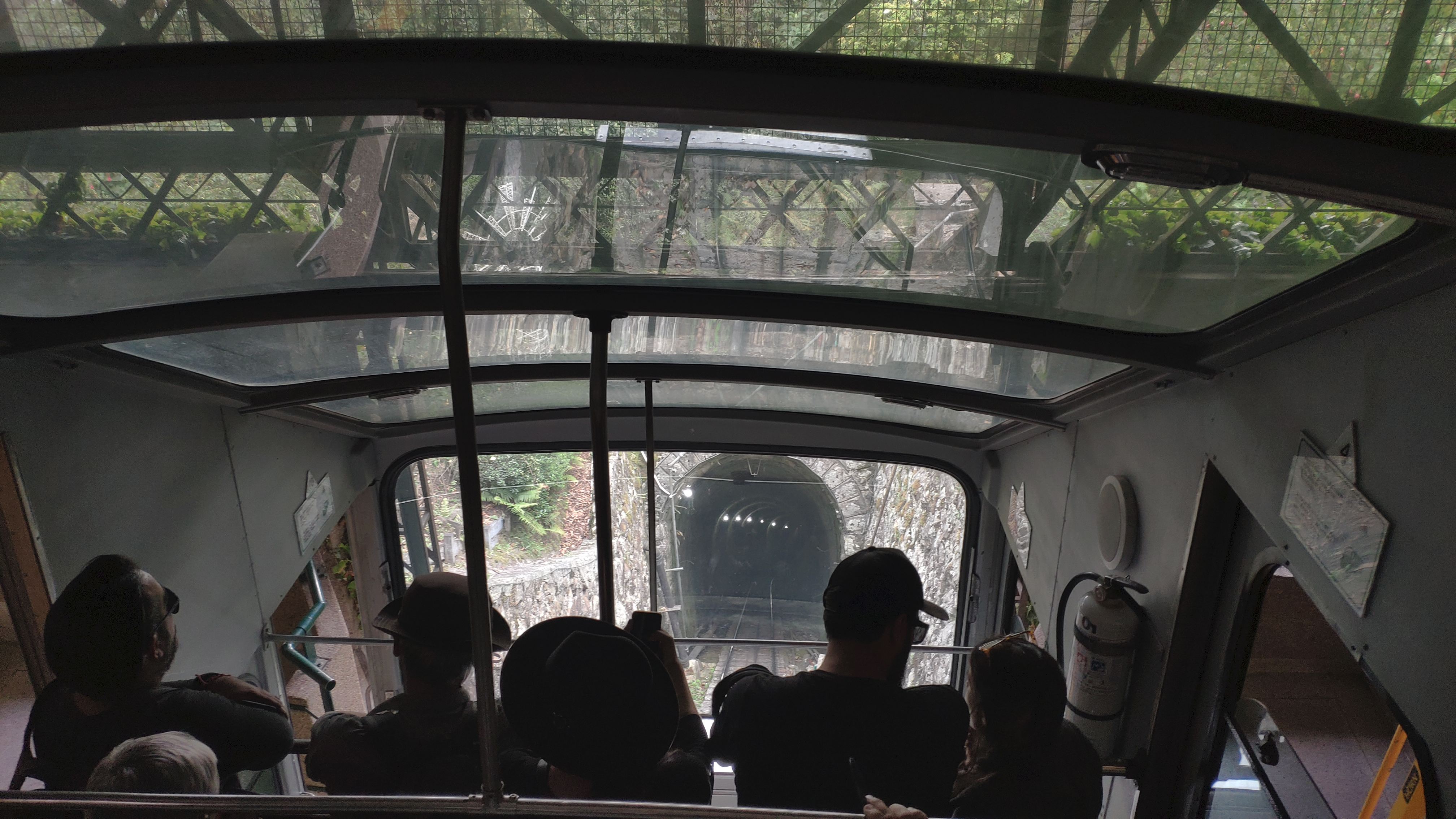
Standseilbahn – Einfahrt in den Tunnel